# Tunnerstad
Tunnerstad är en tätort i Jönköpings kommun i Jönköpings län, belägen på Visingsö.

## Befolkningsutveckling
| Befolkningsutvecklingen i Tunnerstad 1950–2020                                            | Befolkningsutvecklingen i Tunnerstad 1950–2020 | Befolkningsutvecklingen i Tunnerstad 1950–2020 | Befolkningsutvecklingen i Tunnerstad 1950–2020 | Befolkningsutvecklingen i Tunnerstad 1950–2020 |
| ----------------------------------------------------------------------------------------- | ---------------------------------------------- | ---------------------------------------------- | ---------------------------------------------- | ---------------------------------------------- |
|                                                                                           |                                                |                                                |                                                |                                                |
| År                                                                                        |                                                |                                                | Folkmängd                                      | Areal (ha)                                     |
| 1950                                                                                      | 1950                                           |                                                | 266                                            | ##                                             |
| 1960                                                                                      | 1960                                           |                                                | 247                                            |                                                |
| 1965                                                                                      | 1965                                           |                                                | 233                                            |                                                |
| 1970                                                                                      | 1970                                           |                                                | 256                                            |                                                |
| 1975                                                                                      | 1975                                           |                                                | 263                                            |                                                |
| 1980                                                                                      | 1980                                           |                                                | 286                                            |                                                |
| 1990                                                                                      | 1990                                           |                                                | 304                                            | 101                                            |
| 1995                                                                                      | 1995                                           |                                                | 302                                            | 102                                            |
| 2000                                                                                      | 2000                                           |                                                | 319                                            | 102                                            |
| 2005                                                                                      | 2005                                           |                                                | 314                                            | 102                                            |
| 2010                                                                                      | 2010                                           |                                                | 295                                            | 102                                            |
| 2015                                                                                      | 2015                                           |                                                | 322                                            | 109                                            |
| 2020                                                                                      | 2020                                           |                                                | 339                                            | 133                                            |
| Anm.: 1950 som Tunnerstad med Vrixlösa. ## Som tätort/befolkningsagglomeration 1920–1950. |                                                |                                                |                                                |                                                |

### Fotnoter
1. 1 2  Statistiska tätorter 2023, befolkning, landareal, befolkningstäthet per tätort, SCB, 28 november 2024, läs online.[källa från Wikidata]
2. ↑  Befolkning i tätorter 1960-2010, SCB, läs online, läst: 30 september 2013.[källa från Wikidata]
3. ↑  Kodnyckel för SCB:s statistiska tätorter och småorter - Koppling mellan gammalt och nytt kodsystem, SCB, 11 november 2021, läs online.[källa från Wikidata]
4. ↑   (PDF) Folkräkningen den 31 december 1950, I, Areal och folkmängd inom särskilda förvaltningsområden m.m., Tätorter. Stockholm: Statistiska centralbyrån. 1952-05-19. sid. 196. Arkiverad från originalet den 1 oktober 2014. https://www.webcitation.org/6T09ZkyrB?url=http://www.scb.se/Grupp/Hitta_statistik/Historisk_statistik/_Dokument/SOS/Folkrakningen_1950_1.pdf. Läst 9 oktober 2014 Arkiverad 29 oktober 2013 hämtat från the Wayback Machine.
5. ↑  ”Landareal per tätort, folkmängd och invånare per kvadratkilometer. Vart femte år 1960 - 2016”. Statistiska centralbyrån. Arkiverad från originalet den 13 juni 2017. https://web.archive.org/web/20170613011648/http://www.statistikdatabasen.scb.se/pxweb/sv/ssd/START__MI__MI0810__MI0810A/LandarealTatort/?rxid=ff9309f9-7ecb-480f-a73c-08d86b3e56f8. Läst 18 maj 2017.